# Virginia Raggi
Virginia Elena Raggi (sinh 18 tháng 7 năm 1978) là một luật sư người Ý và hiện là Thị trưởng của Roma. Raggi đại diện cho đảng dân túy chống tham nhũng "Five Star Movement" (M5S:Phong trào 5 sao), bà là ứng cử viên đầu tiên của đảng này và cũng là người phụ nữ đầu tiên được bầu làm Thị trưởng Roma